# Jean-Baptiste Estrade
Pour les articles homonymes, voir Estrade (homonymie).
Jean-Baptiste Estrade, né à Cadéac (Hautes-Pyrénées) le 5 avril 1821, et mort à Bazas (Gironde) le 1er janvier 1909, est un receveur des contributions indirectes français.
Il est un lourdais et témoin des apparitions mariales de 1858 à Lourdes. Il est mandaté par le curé Peyramale pour observer la suite des évènements et témoigne maintes fois à propos des apparitions de Bernadette Soubirous.

## Biographie
Jean-Baptiste Estrade est en 1858 receveur des contributions indirectes à Lourdes, bourg de 4 300 habitants. Il est délégué observateur par le curé de Lourdes, ce qui lui permet d'être rapidement convaincu de la sincérité des allégations de Bernadette Soubirous. Il séjourne à Lourdes jusqu'en 1860. Muté à Bordeaux, il se retire à Bazas en 1868, où il meurt le 1er janvier 1909. Il habite toute sa vie avec sa sœur Emmanuélite (morte en 1891), célibataire comme lui.
En 1884, à la demande du père Rémi Sempé (supérieur des Chapelains de Lourdes), Jean-Baptiste Estrade commence à rédiger son histoire relative aux apparitions de la Vierge Marie, occupant ainsi les loisirs de sa retraite (1885). C'est en effet un témoin oculaire de premier plan. Il a déjà rédigé ses souvenirs en 1858, puis en 1878. Son œuvre, remaniée plus de vingt fois (au comptage de 1989), est actuellement éditée aux éditions de l'Œuvre de la Grotte (Lourdes), sous le nom de Les apparitions de Lourdes. Souvenirs intimes d'un témoin.
Il a d'autre part témoigné en toutes sortes d'occasions, par écrit ou par oral, sur les apparitions de Lourdes.